# Primerjava nosilnih raket
Primerjava družin nosilnih raket
[V uporabi] - [V razvoju] -
[Upokojena] - [Poletela, v razvoju nova verzija.] 
| Družina raket               | Država                              | Izdelovalec                      | NZO tovor (kg)  | GTO tovor (kg) | TLI tovor (kg) | Cena (v milijonih US$) | Skupno število izstrelitev | Število izstrelitev, ki so dosegle vesolje | Število izstrelitev, ki so dosegle katerokoli orbito | Število izstrelitev v zadano orbito | Status    | Prva izstrelitev | Zadnja izstrelitev | Reference                   | Opombe |
| --------------------------- | ----------------------------------- | -------------------------------- | --------------- | -------------- | -------------- | ---------------------- | -------------------------- | ------------------------------------------ | ---------------------------------------------------- | ----------------------------------- | --------- | ---------------- | ------------------ | --------------------------- | --- |
| Angara 1.2                  | Rusija                              | Kruničev                         | 3.800           | --             | --             | 25                     | 0                          | --                                         | --                                                   | --                                  | V uporabi | 2014             | --                 | [ 1 ] [ 2 ] [ 3 ]           | Do leta 2014 je bil edini let suborbitalni |
| Angara A3, A5, A7           | Rusija                              | Kruničev                         | 14.600 to 35000 | 3.600 to 12500 | --             | --                     | 0                          | --                                         | --                                                   | --                                  | Razvoj    | --               | --                 | <                           | |
| Antares                     | ZDA                                 | Orbital Sciences                 | 6.000           | --             | --             | --                     | 5                          | 4                                          | 4                                                    |                                     | V uporabi | 2013             | --                 | [ 5 ] [ 6 ]                 | |
| Ariane 1-2-3                | Evropa                              | Aérospatiale                     | --              | 2.650          | --             | --                     | 28                         |                                            |                                                      |                                     | Upokojena | 1979             | 1989               | [ 7 ] [ 8 ]                 | |
| Ariane 4                    | Evropa                              | Aérospatiale                     | 7.000           | 4.720          | --             | --                     | 116                        |                                            | --                                                   | --                                  | Upokojena | 1988             | 2003               |                             | Var: 2P,2L,4P,4L,2P2L |
| Ariane 5                    | Evropa                              | Airbus Defence and Space         | 21.000          | 9.600          | --             | 220                    | 76                         | 74                                         | 74                                                   | 72                                  | V uporabi | 2002             | --                 | [ 9 ] [ 10 ]                | Var: ECA,ES,G,G+,GS. ME in ES Galileo |
| ASLV                        | Indija                              | ISRO                             | 150             | --             | --             | --                     | 4                          |                                            | --                                                   | --                                  | Upokojena | 1987             | 1994               | [ 11 ]                      | |
| Athena I & II               | ZDA                                 | Lockheed ATK                     | 2.065           | --             | 295            | --                     | 7                          |                                            | --                                                   | --                                  | Razvoj    | 1995             | 2001               | [ 12 ]                      | Launch Lunar Prospector Ic & IIc currently in dev.                                                                                              |
| Atlas A-B-C-D-E-F-G Atlas I | ZDA                                 | Lockheed                         | 5.900           | 2.340          | --             | --                     | 514                        |                                            | --                                                   | --                                  | Upokojena | 1957             | 1997               | [ 14 ] [ 15 ] [ 16 ] [ 17 ] | |
| Atlas II                    | USA                                 | Lockheed                         | 8.618           | 3.833          | --             | --                     | 63                         | 63                                         | 63                                                   |                                     | Upkojena  | 1991             | 2004               | [ 18 ] [ 19 ] [ 20 ]        | |
| Atlas III                   | ZDA                                 | Lockheed                         | 10.759          | 4.609          | --             | --                     | 6                          | 6                                          | 6                                                    |                                     | Upkojena  | 2003             | 2005               | [ 21 ] [ 22 ]               | različice: IIIA, IIIB |
| Atlas V                     | ZDA                                 | ULA                              | 18.850          | 8.900          | 2.807          | --                     | 30                         | 30                                         |                                                      |                                     | V uporabi | 2002             |                    | [ 23 ] [ 24 ]               | Izstrelila plovili Juno in New Horizons |
| Black Arrow                 | Združeno kraljestvo                 | RAE Westland                     | 132             | --             | --             | --                     | 4                          | 3                                          |                                                      |                                     | Upokojena | 1969             | 1971               | [ 25 ]                      | |
| Delta                       | ZDA                                 | Douglas                          | 3.848           | 1.312          | --             | --                     | 186                        |                                            | --                                                   | --                                  | Upokojena | 1960             | 1989               | [ 26 ] [ 27 ]               | Izstrelila sonde Pioneer & Explorer. Različice : A, B, C, D, E, G, J, L, M, N, 300, 900, 1X00, 4X00, 2X00, 3X00, 5X00                           |
| Delta II                    | ZDA                                 | ULA                              | 6.000           | 2.171          | 1.508          | 51                     | 151                        |                                            |                                                      |                                     | V uporabi | 1989             | --                 | [ 28 ] [ 29 ] [ 26 ]        | LIzstrelila sonde MGS in Phoenix Različice : 6000, 7000 in Heavy.                                                                               |
| Delta III                   | ZDA                                 | Boeing                           | 8.290           | 3.810          | --             | --                     | 3                          | 2                                          | 2                                                    |                                     | Upokojena | 1998             | 2000               | [ 30 ] [ 31 ]               | |
| Delta IV                    | ZDA                                 | ULA                              | 23.040          | 13.130         | 9.000          | --                     | 18                         | 18                                         |                                                      |                                     | V uporabi | 2002             | --                 | [ 32 ]                      | Različice : S, M in Heavy. |
| Diamant                     | Francija                            | SEREB                            | 160             | --             | --             | --                     | 12                         |                                            | --                                                   | --                                  | Upokojena | 1965             | 1975               |                             | |
| Dnepr                       | Ukrajina Rusija                     | Yuzhmash                         | 3.600           | --             | 750            | 14                     | 17                         |                                            |                                                      |                                     | V uporabi | 1999             | --                 | Predloga:Full               | |
| Energija (raketa)           | Sovjetska zveza                     | NPO Energija                     | 100.000         |                |                | 240                    | 2                          | 2                                          | 1                                                    | 1                                   | Upokojena | 1987             | 1988               | [ 35 ] [ navedi vir ]       | |
| Epsilon                     | Japonska                            | IHI Corporation                  | 1.200           | --             | --             | --                     | 1                          | 1                                          | 1                                                    | 1                                   | V uporabi | 2013             | --                 | [ 36 ] [ 37 ]               | |
| Falcon 1                    | ZDA                                 | SpaceX                           | 670             | --             | --             | 10,9                   | 5                          | 4                                          | 2                                                    | 2                                   | Upokojena | 2006             | 2009               |                             | |
| Falcon 9 v1.0, v1.1         | ZDA                                 | SpaceX                           | 18.785          | 6.928          | --             | 61,2                   | 13                         | 13                                         | 13                                                   | 13*                                 | V uporabi | 2010             | --                 |                             | [ 38 ] |
| Falcon Heavy                | ZDA                                 | SpaceX                           | 53.000          | 21.200         | --             | 80-125                 | 0                          | --                                         | --                                                   | --                                  | Razvoj    | --               | --                 | [ 39 ] [ 40 ]               | Demo expected for 2015 |
| GSLV Mk.I & II              | Indija                              | ISRO                             | 5.000           | 2.500          | --             | --                     | 8                          | 6                                          | 5                                                    | 3                                   | V uporabi | 2001             | --                 | [ 41 ] [ 42 ] [ 43 ]        | |
| GSLV Mk.III                 | Indija                              | ISRO                             | 10.000          | 5.000          | --             | --                     | 1                          | --                                         | --                                                   | --                                  | Razvoj    | 2014             | 2014               | [ 44 ]                      | First Experimental Flight (suborbital) with passive cryogenic upper stage successful                                                            |
| H-I                         | Japonska                            | Mitsubishi                       | 3.200           |                | --             | --                     | 9                          | 9                                          |                                                      |                                     | Upokojena | 1986             | 1992               | [ 46 ]                      | |
| H-II, IIA & IIB             | Japonska                            | Mitsubishi                       | 19.000          | 8.000          | --             | --                     | 28                         | 26                                         |                                                      |                                     | V uporabi | 1994             | --                 | [ 47 ]                      | Var:. A202,A2022,A2024,A204,B |
| Haas                        | Romunija                            | ARCA                             | 400             |                | --             | --                     | 0                          | --                                         | --                                                   | --                                  | Razvoj    | --               | --                 | [ 48 ]                      | Izstrelitev iz balona |
| J-I                         | Japonska                            | IHI Corporation Nissan Motors    | 880             | --             | --             | --                     | 1                          |                                            |                                                      |                                     | Retired   | 1996             | 1996               |                             | |
| Kosmos                      | USSR                                | Južnoje Poljot                   | 1.500           | --             | --             | 12                     | 610                        | --                                         | --                                                   | 559                                 | Upokojena | 1967             | 2010               | [ 49 ] [ 10 ] [ 50 ]        | Različice: 1, 3, 3M |
| Kaituozhe-1                 | Kitajska                            | CALT                             | 50              | --             | --             | --                     | 2                          |                                            |                                                      |                                     | Upokojena | 2002             | 2003               |                             | |
| Lambda 4S                   | Japonska                            | Nissan ISAS                      | 26              | --             | --             | --                     | 5                          |                                            |                                                      |                                     | Upokojena | 1966             | 1970               |                             | |
| Dolgi pohod 1               | Kitajska                            | CALT                             | 740             | 440            | --             | --                     | 6                          |                                            | --                                                   | --                                  | Upokojena | 1970             | 2002               | [ 51 ] [ 52 ] [ 53 ]        | Verzije: 1, 1D |
| Dolgi pohod 2-3-4           | Kitajska                            | CALT                             | 12.000          | 5.500          | 3.300          | --                     | 167                        | 158                                        | --                                                   | --                                  | V uporabi | 1971             | --                 | [ 54 ]                      | |
| Dolgi pohod 5               | Kitajska                            | CALT                             | 25.000          | 14.000         | --             | --                     | 0                          | --                                         | --                                                   | --                                  | Razvoj    | --               | --                 | [ 55 ] [ 56 ]               | Verzije: 200,320,504,522,540 |
| Dolgi pohod 6               | Kitajska                            | CALT                             | 1.500           | --             | --             | --                     | 0                          | --                                         | --                                                   | --                                  | Razvoj    | --               | --                 | [ 57 ]                      | |
| Dolgi pohod 7               | Kitajska                            | CALT                             | 20.000          | --             | --             | --                     | 0                          | --                                         | --                                                   | --                                  | Devel.    | --               | --                 | [ 58 ]                      | |
| MCT                         | ZDA                                 | SpaceX                           | 100.000         | --             | --             | --                     | 0                          | --                                         | --                                                   | --                                  | Razvoj    | --               | --                 | [ 59 ]                      | |
| Minotaur I                  | ZDA                                 | Orbital Sciences                 | 580             | --             | --             | --                     | 11                         | 11                                         | 11                                                   | 11                                  | V uporabi | 2000             | --                 | [ 60 ] [ 61 ]               | Derived from the Minuteman II |
| Minotaur IV & V             | ZDA                                 | Orbital Sciences                 | 1.735           | 640            | 447            | 50                     | 4                          | 4                                          | 4                                                    | 4                                   | V uporabi | 2010             | --                 | [ 60 ] [ 62 ]               | Also 2 suborbital launches (HTV-2a). Različice: IV, IV Lite, IV HAPS, V                                                                         |
| Mu 1-3-4                    | Japonska                            | Nissan Motor IHI                 | 770             | --             | --             | --                     | 27                         |                                            | --                                                   | --                                  | Upokojena | 1966             | 1995               | [ 63 ]                      | Var: 1, 3D, 4S, 3C, 3H, 3S, 3SII |
| Mu 5                        | Japonska                            | Nissan Motor IHI                 | 1.800           | --             | --             | --                     | 7                          | 7                                          |                                                      |                                     | Upokojena | 1997             | 2006               | [ navedi vir ]              | Verzije: M-V, M-V KM |
| N-1                         | Sovjetska zveza                     | NPO Energija                     | 90.000          | --             | 23.500         | --                     | 4                          | 0                                          | 0                                                    | 0                                   | }         | 1969             | 1972               | [ 64 ]                      | Sovjetska lunarna raketa |
| N-I & II                    | Japonska                            | Mitsubishi                       | 2.000           | 730            | --             | --                     | 15                         |                                            | --                                                   | --                                  | }         | 1975             | 1987               | [ 65 ]                      | |
| Naro                        | Južna Koreja                        | Kruničev KARI                    | 100             | --             | --             | --                     | 3                          | 2                                          | 1                                                    | 1                                   | V uporabi | 2009             | --                 | [ 66 ]                      | |
| Pegasus                     | ZDA                                 | Orbital Sciences                 | 450             | --             | --             | --                     | 40                         |                                            | --                                                   | --                                  | V uporabi | 1990             | --                 | [ 67 ]                      | |
| UR-500 Proton               | Sovjetska zveza · Rusija            | Kruničev                         | 23.000          | 6.920          | 5.680          | --                     | 399                        |                                            | 353                                                  | --                                  | V uporabi | 1965             | --                 | [ 68 ] [ 69 ]               | Verzije: M, K |
| PSLV                        | Indija                              | ISRO                             | 3.800           | 1.300          | --             | --                     | 25                         | 24                                         | 24                                                   | 23                                  | V uporabi | 1993             | 2013               | [ 70 ]                      | Verzije: CA, XL, HP, 3S |
| UR-100N Rokot Strela        | Rusija                              | Eurockot Kruničev                | 2.100           | --             | --             | --                     | 25                         | 23                                         | 23                                                   |                                     | V uporabi | 1994             | --                 | [ 71 ] [ 72 ] [ 73 ] [ 74 ] | 23 izstrelitev Rokota Rockot; 2 izstrelitvi Strele                                                                                              |
| Safir                       | Iran                                | ISA                              | 50              | --             | --             | --                     | 4                          | 4                                          |                                                      |                                     | V uporabi | 2007             | --                 | [ 75 ]                      | |
| Saturn I & IB               | ZDA                                 | Chrysler Douglas                 | 18.600          | --             | --             | 19                     | 13                         | 13                                         | 13                                                   | 13                                  | }         | 1961             | 1975               | [ 76 ] [ 77 ]               | |
| Saturn V                    | ZDA                                 | Boeing North American Douglas    | 118.000         | --             | 47.000         | 185                    | 13                         | 13                                         | 13                                                   |                                     | }         | 1967             | 1973               | [ 76 ] [ 78 ] [ 79 ]        | Verzije: Apollo, Skylab |
| Scout                       | ZDA                                 | US Air Force NASA                | 210             | --             | --             | --                     | 125                        | 104                                        | --                                                   | --                                  | }         | 1960             | 1994               | [ 80 ]                      | Verzije: X1, X2, A, D, G |
| Shavit                      | Izrael                              | IAI                              | 225             | --             | --             | 15                     | 8                          |                                            | --                                                   | --                                  | V uporabi | 1988             | --                 | [ 81 ]                      | Verzije: Shavit, -1, -2 |
| R-29 Štil Volna             | Rusija                              | Makejev                          | 430             | --             | --             | --                     | 8                          |                                            | --                                                   | --                                  | V uporabi | 1995             | 2006               | [ 82 ]                      | Verzije: Vysota, Volna, Shtil, 2.1, 2R, 3 |
| R-7 Semjorka Sojuz          | Sovjetska zveza · Rusija            | RSC Energija TsSKB-Progress      | 5.500           | 2.400          | 1.200          | --                     | 1.740                      |                                            | --                                                   | --                                  | V uporabi | 1957             | --                 | [ 83 ]                      | Verzije: Sputnik, Luna, Vostok-L, Vostok-K, Voskhod, Molniya, Molniya-L, Molniya-M, Polyot, Soyuz, Soyuz-L, Soyuz-M, Soyuz-U, Soyuz-FG, Soyuz-2 |
| Simorgh                     | Iran                                | ISA                              | 100             | --             | --             | --                     | 0                          | --                                         | --                                                   | --                                  | Ravzoj    | --               | --                 | [ 84 ]                      | |
| SLS                         | ZDA                                 | Alliant Lockheed                 | 130.000         | --             | --             | --                     | 0                          | --                                         | --                                                   | --                                  | Razvoj    | --               | --                 | [ 85 ]                      | Predvideno leta 2017 |
| SLV                         | Indija                              | ISRO                             | 40              | --             | --             | --                     | 4                          | 3                                          | 3                                                    | 2                                   | }         | 1979             | 1983               | [ 86 ]                      | |
| STS Space Shuttle           | ZDA                                 | Alliant Martin Marietta Rockwell | 24.400          | 3.810          | --             | 450                    | 135                        | 134                                        | 134                                                  | 133                                 | }         | 1981             | 2011               | [ 87 ]                      | Masa raketoplana: 68585 kg. |
| Start-1                     | Rusija                              | MITT                             | 532             | --             | --             | --                     | 7                          | 6                                          |                                                      |                                     | V uporabi | 1993             | 2006               | [ 88 ]                      | |
| Taurus                      | ZDA                                 | Orbital Sciences                 | 1.450           | --             | --             | --                     | 9                          | 9                                          |                                                      |                                     | V uporabi | 1989             | --                 | [ 89 ]                      | Verzije:2110, 3110, 3210 |
| Thor                        | USA                                 | Douglas                          | 1.270           | --             | 38             | --                     | 357                        |                                            | --                                                   | --                                  | }         | 1957             | 1980               | [ 27 ]                      | |
| Titan I-II-3-IV             | ZDA                                 | Martin Marietta                  | 21.900          | 5.773          | 8.600          | 350                    | 369                        |                                            | --                                                   | --                                  | }         | 1959             | 2005               | [ 90 ] [ 91 ]               | Verzije: I, II, IIIA, IIIB, IIIC, IIID, IIIE, 34D, IVA, IVB                                                                                     |
| R-36 Ciklon                 | Sovjetska zveza · Ukrajina          | Južmaš                           | 4.100           | --             | --             | --                     | 259                        |                                            | --                                                   | --                                  | V uporabi | 1967             | 2009               | [ 92 ]                      | Verzije: 1, 2, 3. Tsyklon 4 |
| Unha                        | Severna Koreja                      | KCST                             | 100             | --             | --             | --                     | 3                          | 1                                          | 1                                                    | ?                                   | V uporabi | 2006             | --                 | [ 93 ]                      | |
| Vanguard                    | ZDA                                 | Martin                           | 23              | --             | --             | --                     | 12                         | --                                         | 3                                                    |                                     | }         | 1957             | 1959               | [ 94 ]                      | |
| Vega                        | Evropa                              | ESA ASI Avio                     | 2.300           | --             | --             | 23                     | 3                          | 3                                          | 3                                                    | 3                                   | V uporabi | 2012             | --                 | [ 95 ]                      | |
| VLS-1                       | Brazilija                           | CTA                              | 380             | --             | --             | --                     | 2                          | 0                                          | 0                                                    |                                     | V uporabi | 1997             | 2003               | [ 96 ]                      | Verzije v razvoju: Alfa, VLM |
| Zenit                       | Sovjetska zveza · Ukrajina · Rusija | Južnoje                          | 13.740          | 6.160          | 4.098          | --                     | 82                         |                                            | 71                                                   | 69                                  | V uporabi | 1985             | --                 | [ 97 ]                      | Verzije: 2, 2M, 2SLB, 3SL, 3SLB, 3SLBF |